# Enmendurana
Enmendurana – według Sumeryjskiej listy królów siódmy z legendarnych, przedpotopowych władców sumeryjskich, który panować miał w mieście Sippar przez 21000 lat.